# Otages à Entebbe
Pour plus de détails, voir Fiche technique et Distribution.
Otages à Entebbe (Entebbe) est un film d'action britannico-américain réalisé par José Padilha, sorti en 2018.

## Synopsis
Le 27 juin 1976, le vol Air France 139, venant de Tel Aviv en Israël, transporte 246 passagers (dont une majorité d'Israéliens) et douze membres d'équipage. L'appareil décolle d'Athènes pour rejoindre Paris. Mais le vol est détourné par quatre révolutionnaires, deux Palestiniens membres du Front populaire de libération de la Palestine et deux Allemands, dont le bras droit de Carlos, appartenant aux Revolutionäre Zellen, qui prennent le contrôle de l'avion et le détournent vers Entebbe en Ouganda où ils atterrissent à l'aéroport international d'Entebbe.
Les terroristes réclament la libération de 53 prisonniers pro-palestiniens, détenus pour la plupart dans les prisons israéliennes. L'État israélien prépare une opération militaire, nommée Opération Entebbe, pour sauver le plus vite possible les otages restants retenus dans l'avion.

## Fiche technique
Sauf indication contraire, les informations mentionnées dans cette section peuvent être confirmées par la base de données cinématographiques IMDb,  présente dans la section « Liens externes ».
- Titre original : Entebbe, également 7 Days in Entebbe aux États-Unis
- Titre français : Otages à Entebbe
- Réalisation : José Padilha
- Scénario : Gregory Burke
- Photographie : Lula Carvalho (en)
- Montage : Daniel Rezende
- Musique : Rodrigo Amarante
- Producteurs : Tim Bevan, Liza Chasin (en), Eric Fellner, Ron Halpern, Kate Solomon et Michelle Wright
- Sociétés de production : Participant Media et Working Title Films
- Société de distribution : Focus Features (Royaume-Uni), Orange studio / UGC Distribution (France)
- Pays d'origine :  Royaume-Uni,  États-Unis
- Langues originales : anglais, allemand, français, hébreu
- Format : Couleur et noir et blanc - 2.39:1 - son Dolby Digital
- Genre : action, thriller et historique
- Durée : 107 minutes
- Dates de sortie :
  - Allemagne : 19 février 2018 (Berlinale 2018 - hors compétition)
  - États-Unis : 16 mars 2018
  - France : 2 mai 2018
  - Royaume-Uni : 11 mai 2018

## Distribution
- Daniel Brühl (VF : Jochen Hägele) : Wilfried Böse
- Rosamund Pike (VF : Laura Blanc) : Brigitte Kuhlmann
- Lior Ashkenazi (VF : François-Éric Gendron) : Yitzhak Rabin
- Eddie Marsan (VF : Jean-Loup Horwitz) : Shimon Peres
- Mark Ivanir : Mordechai "Motta" Gur (en)
- Yiftach Klein (en) (VF : Mathieu Buscatto) : Ehud Barak
- Nonso Anozie (VF : Daniel Njo Lobé) : Idi Amin Dada
- Denis Ménochet (VF : lui-même) : Jacques Le Moine
- Brontis Jodorowsky : le commandant Michel Bacos
- Vincent Riotta (en) : Dan Shomron
- Angel Bonanni (en) (VF : Arnaud Arbessier) : Yonatan Netanyahou
- Ben Schnetzer (VF : Félicien Juttner) : Zeev Hirsch
- Zina Zinchenko : Sarah, la danseuse
- Natalie Stone : Leah Rabin, l'épouse d'Yitzhak Rabin
- Peter Sullivan (en) (VF : Jean-Louis Faure) : Amos Eiran
- Andrea Deck (VF : Jessica Monceau) : Patricia Martel, l'otage qui simule une fausse couche
- Trudy Weiss : Dora Bloch (de), l'otage âgée qui perd la tête
- Omar Berdouni : Faiz Jaber
- Michael Lewis (en) : Muki Betser (en)
- Flynn Allen : Ariel Levy

## Accueil
En France, le site Allociné recense une moyenne des critiques presse de 2,9⁄5, et des critiques spectateurs à 3,2⁄5.